# Selwyn Lloyd
John Selwyn Brooke Lloyd (28 juillet 1904 - 18 mai 1978), baron Selwyn-Lloyd, est un homme politique du Parti conservateur britannique. Secrétaire d'État des Affaires étrangères et du Commonwealth de 1955 à 1960, puis chancelier de l'Échiquier jusqu'en 1962, il est le président de la Chambre des communes de 1971 à 1976.

## Début de carrière
Selwyn Lloyd est né le 28 juillet 1904 à West Kirby de John Wesley Lloyd (1865–1954), dentiste, et de sa femme Mary Rachel Warhurst (1872–1959). Par sa mère, il est apparenté à John French. Il fait ses études au Fettes College d'Édimbourg puis au Magdalene College de Cambridge où il devient en 1927 président du groupement étudiant du parti libéral. Aux Élections générales britanniques de 1929, il est candidat, sans succès, pour ce parti dans la circonscription de Macclesfield.
Après cette défaite électorale, il se concentre sur sa carrière juridique à la suite de son admission à Gray's Inn en 1926 qui lui permet d'accéder au barreau en 1930. Il continue néanmoins à s'intéresser à la politique, participant à la gestion de la municipalité de Hoylake et rompant avec les libéraux en 1931 sur la question de la crise financière.
Durant la Seconde Guerre mondiale, avec le grade de lieutenant-colonel, il est chef de cabinet adjoint de la 2e armée. À ce titre, il débarque en France au côté de Miles Dempsey le Jour J. Nommé Général de Brigade en mars 1945, il fait partie des premières forces alliées à entrer dans Bergen-Belsen et est chargé, ensuite, d'identifier le corps de Heinrich Himmler peu après son suicide.
En octobre 1944, il est invité par l'association conservatrice de Wirral à se présenter à la Chambre des communes où il est élu en juillet 1945. Comme membre de l'opposition, il se fait remarquer en juillet 1948 par son opposition à la peine de mort et en 1949 par un rapport minoritaire remettant en cause le monopole de la BBC, ce qui en fait l'un des pères de la télévision commerciale. Côté vie privée, Selwyn Lloyd épouse en mars 1951 sa secrétaire, Elizabeth, dont il a une fille et dont il divorce en 1957.

## Membre du gouvernement britannique
À la suite de la victoire de Winston Churchill aux Élections générales britanniques de 1951, Selwyn Lloyd est nommé ministre d'état aux affaires étrangères sous la direction du secrétaire d'État aux Affaires étrangères, Anthony Eden. À ce poste, il s'occupe de la question du désarmement aux Nations unies et traite la question de l'autodétermination du Soudan. En février 1953, il signe un accord permettant aux Soudanais de recourir à l'autodétermination à l'issue d'une période de 3 ans. Il a par ailleurs à s'impliquer dans l'accord de 1954 organisant le retrait des troupes britanniques du canal de Suez. Il est brièvement ministre du ravitaillement d'octobre 1954 à avril 1955, date à laquelle il accède au poste de ministre de la Défense.
Sa promotion, en décembre 1955, au secrétaire d'État aux Affaires étrangères en fait un des acteurs clés de la crise du canal de Suez. À la suite de la nationalisation du canal par Gamal Abdel Nasser le 26 juillet 1956, il fait partie des membres du cabinet opposés au recours à la force et participe activement à la première (16-23 août) et seconde (19-21 septembre) conférences de Londres visant à trouver une solution diplomatique à la crise. Mais devant la volonté d'Anthony Eden de recourir à la force, il est l'un des négociateurs des protocoles de Sèvres scellant l'alliance entre le Royaume-Uni, la France et Israël.
À la suite de l'invasion israélienne de l'Égypte le 29 octobre et de l'intervention franco-britannique qui suit, il choisit, contrairement à son collègue Anthony Nutting, de rester au gouvernement malgré son opposition au projet. Dans les semaines qui suivent, il s'efforce de limiter les dégâts diplomatiques pour Londres en préservant un rôle pour les Anglais dans la gestion du canal. Son échec le conduit à présenter sa démission le 28 novembre, mais elle est refusée. Il a donc la charge d'assumer, en lieu et place d'Anthony Eden, malade et en convalescence à la Jamaïque, la tempête politique qui suit l'échec de l'intervention de Suez.
Lors du remplacement d'Anthony Eden par Harold Macmillan au poste de Premier ministre, le 14 janvier 1957, Selwyn Lloyd conserve le poste de secrétaire d'État aux Affaires étrangères. Il joue un rôle décisif dans la résolution de la crise chypriote qui débouche sur l'indépendance de l'île le 16 août 1960. Le 27 juillet 1960, il est nommé chancelier de l'Échiquier et sa décision de juillet 1961 gelant les salaires afin de lutter contre l'inflation le rend fortement impopulaire. Le 13 juillet 1962, dans ce que les Anglais ont surnommé « la nuit des longs couteaux », Harold Macmillan limoge sept ministres, dont Selwyn Lloyd, dans l'espoir que son gouvernement pourrait retrouver sa popularité.
Après la démission d'Harold Macmillan le 19 octobre 1963, Selwyn Lloyd est l'un des promoteurs de la nomination d'Alec Douglas-Home au poste de Premier ministre, ce qui lui permet de revenir dans le cabinet comme lord du sceau privé et leader de la Chambre des communes.

## Président de la Chambre des communes
Après la défaite des conservateurs aux élections générales britanniques de 1964, Selwyn Lloyd est membre du cabinet fantôme qui s'oppose à la politique d'Harold Wilson. Après la victoire d'Edward Heath en 1970, il se voit proposer le poste d'ambassadeur à Washington qu'il refuse. En janvier 1971, il est élu à la présidence de la Chambre des communes, poste qu'il occupe jusqu'à sa démission le 3 février 1976. Il siège ensuite, jusqu'à sa mort le 18 mai 1978 à la Chambre des lords après avoir été créé pair à vie dans la pairie du Royaume-Uni en tant que baron Selwyn-Lloyd.